# Jung Bo-min
Jung Bo-min (en hangul, 정보민; nacida el 17 de junio de 1997) es una actriz surcoreana.

## Carrera
Acerca del momento en que nació su interés por la actuación, la propia Jung reveló que «cuando estaba en la escuela secundaria, soñaba con convertirme en actriz después de ver el drama histórico de MBC Moon Embracing the Sun». Su modelo de actriz, según declaró en 2023, es Kim Tae-ri. Se graduó en el Departamento de Radiodifusión y Entretenimiento de la Universidad Femenina Dongduk en Seúl.
La primera parte de la carrera de Jung Bo-min, se desarrolló en el ámbito de las series web. Debutó en 2017 con algunas emitidas en YouTube y Naver TV, y hasta 2021 continuó exclusivamente en este medio. Por otra parte, desde 2021 mantiene un canal propio en YouTube al margen de su trabajo como actriz, donde filma y edita sus propios vídeos, como, por ejemplo, un vlog del rodaje de The All-Round Wife que subió en 2022. Es asimismo modelo publicitaria y ha aparecido en numerosos anuncios televisivos.
Su debut en televisión tradicional llegó en 2021 con un papel de The All-Round Wife, serie diaria de KBS1. Después continuó apareciendo en series como Doctor Lawyer y The Forbidden Marriage; en esta última su personaje tiene un gran desarrollo. Desde ese mismo año está representada por la agencia Outer Korea (que posteriormente cambió su nombre a Outer Universe), con la que entró en contacto durante el rodaje de The Mermaid Prince: The Beginning.
En 2023 intervino en dos series: primero fue Geum Yeon-hee, la hija menor de una familia chaebol que dirige con audacia y determinación una empresa de moda, en la serie Oasis. En otoño del mismo participó para el mismo canal KBS2 en el reparto de otra serie, ambientada en el período Joseon, The Matchmakers. Su personaje es el de Maeng Sam-soon, una joven que lleva una doble vida como la autora oculta de novelas de éxito, que sale a vender disfrazada de hombre.

## Filmografía

### Series de televisión
| Año     | Título                            | Papel          | Canal        | Notas                      | Ref.                 |
| ------- | --------------------------------- | -------------- | ------------ | -------------------------- | -------------------- |
| 2017    | Características de las amigas     | Bo-min         | YouTube      | Serie web                  |                      |
| 2018    | Ttongcha Video                    |                | tvN D        |                            | [ 11 ]               |
| 2019    | Freshman                          | Yu-rim         | Naver TV     | Serie web                  | [ 11 ] [ 12 ]        |
| 2019    | Triple Fling                      | Lee Se-hee     | YouTube      | Serie web, dos temporadas  | [ 11 ] [ 13 ]        |
| 2020    | The Mermaid Prince: The Beginning | Maria          | Lifetime     | Serie web en 10 episodios  | [ 14 ] [ 15 ]        |
| 2021    | Be My Boyfriend                   | Joo Min-ji     | WhyNot Media | Serie web en 15 episodios  | [ 16 ] [ 17 ]        |
| 2021    | The All-Round Wife                | Han Seul-ah    | KBS1         |                            | [ 7 ] [ 18 ]         |
| 2022    | Doctor Lawyer                     | Yang Seon-ae   | MBC          | Aparición especial, ep. 10 | [ 19 ]               |
| 2022-23 | The Forbidden Marriage            | Hae Young      | MBC          |                            | [ 20 ] [ 21 ] [ 22 ] |
| 2023    | Oasis                             | Geum Yeon-hee  | KBS2         |                            | [ 9 ] [ 23 ] [ 24 ]  |
| 2023    | The Matchmakers                   | Maeng Sam-soon | KBS2         |                            | [ 25 ] [ 26 ]        |
| 2024    | Dog Knows Everything              | Hong Ji-soo    | KBS2         |                            | [ 27 ] [ 28 ]        |